# Caius Fannius Strabo (consul en -161)
Caius Fannius Strabo est un homme politique durant la République romaine.

## Biographie
En -161, il est  consul  avec Marcus Valerius Messalla. Durant leur consulat, tous les philosophes et les rhéteurs étrangers (grecs essentiellement) sont expulsés de Rome. Fannius propose également une loi somptuaire (lex sumptuaria) destinée à limiter les excès dans le train de vie des Romains, luxe dénoncé à l'époque par Caton le Censeur.